# Josep Casserras i Solé
Josep Casserras i Solé (Solsona, El Solsonès, 29 de novembre de 1926 - 9 d'agost de 2013), metge català, fou un metge de capçalera vinculat al teixit cultural, associatiu i polític de Solsona.
Va estudiar la carrera de Medicina a Barcelona on es formà a l'Hospital Clínic com a interinisita i fou deixeble del professor Agustí Pedro i Pons. El 1951 es va especialitzar en pediatria.
A partir de 1953 va obrir una consulta privada a Solsona on va començar a exercir de metge. Destacava pel seu humanisme i era reconegut als cercles professionals de Barcelona. El seu tàndem assistencial amb altres metges solsonins van constituir l'últim exemple a la població d'una forma tradicional i senzilla de fer de metge de capçalera en una etapa menys despersonalitzada i burocratitzada que la posterior. També va treballar com a metge forense fins al 1991.
Participà activament en diferents entitats de Solsona: fou president de l'Orfeó Nova Solsona entre 1968 i 1978 i també va estar al capdavant de la Confraria de la Mare de Déu del Claustre. A finals de la dècada de 1970 va participar activament en la fundació de Convergència Democràtica de Catalunya a Solsona i en les primeres eleccions municipals democràtiques, a l'any 1979, havia de liderar la candidatura de Convergència i Unió, tot i que finalment hi va renunciar per tal de dedicar-se a la seva professió. A les eleccions al Parlament de Catalunya de 1980 fou candidat a diputat per la candidatura de CiU a la circumscripció de Lleida.
El seu intel·lecte va quedar plasmat en alguns dels seus articles publicats a la històrica revista Solsona i l'any 1997 va ser el primer guardonat amb el Premi Signum concedit per la Fundació Francesc Ribalta del Consell Comarcal del Solsonès.
Va morir a la seva ciutat natal el 2013 a l'edat de 86 anys.